# Myotis mystacinus
Il vespertilio mustacchino (Myotis mystacinus  Kuhl, 1817) è un pipistrello della famiglia dei Vespertilionidi diffuso nell'Ecozona paleartica.

## Descrizione

### Dimensioni
Pipistrello di piccole dimensioni, con la lunghezza della testa e del corpo tra 35 e 48 mm, la lunghezza dell'avambraccio tra 32 e 37 mm, la lunghezza della coda tra 30 e 43 mm, la lunghezza del piede tra 7 e 8 mm, la lunghezza delle orecchie tra 12 e 17 mm e un peso fino a 8 g.

### Aspetto
La pelliccia è lunga, densa e setosa. Le parti dorsali sono bruno-grigiastre con la base dei peli nerastra, mentre le parti ventrali variano dal grigio al bianco crema con la base dei peli bruno-nerastra. Il muso è nerastro, cosparso di pochi peli e con delle piccole masse ghiandolari tra gli occhi e le orecchie. Il labbro superiore è frangiato con piccole setole. Gli occhi sono piccoli e parzialmente nascosti nella pelliccia. Le orecchie sono nerastre, moderatamente lunghe, strette, con la metà superiore del margine esterno diritta e un incavo a circa metà della sua lunghezza. Il trago è lungo, stretto, appuntito, con il margine interno diritto e leggermente piegato in avanti. Le membrane alari sono nerastre e attaccate posteriormente alla base delle dita dei piedi, i quali sono piccoli e con dei lunghi peli tra gli artigli. La punta della coda si protrae leggermente oltre l'uropatagio. Il calcar è privo di carenatura. Il pene è sottile, senza rigonfiamenti all'estremità. Il cariotipo è 2n=44 FNa=52.

### Ecolocazione
Emette ultrasuoni ad alto ciclo di lavoro sotto forma di impulsi di breve durata a frequenza modulata iniziale a 105 kHz, finale a 33 kHz e massima energia a 62 kHz.

## Biologia

### Comportamento
Si rifugia singolarmente o in gruppi fino a 600 individui in estate negli edifici, nelle cavità degli alberi, tra ammassi rocciosi e durante l'inverno all'interno di grotte sotterranee, miniere e cantine con temperature di 2-8 °C ed umidità elevata, dove entra in ibernazione tra ottobre e marzo. Utilizza nidi d'uccelli e bat boxes. I sessi si separano nel mese di maggio, le femmine gravide stabiliscono piccole colonie durante l'estate, mentre i maschi tendono ad essere solitari. L'attività predatoria inizia al tramonto, talvolta anche con la luce del giorno anche in inverno e probabilmente compie una sola uscita notturna per poi rientrare prima dell'alba. Il volo è lento ed altamente manovrato, vicino al suolo oppure nelle vicinanze di alberi isolati ad almeno 6 metri d'altezza. Effettua migrazioni occasionali con spostamenti fino a 240 km, sebbene siano state registrate distanze fino a 625 km.

### Alimentazione
Si nutre di insetti non acquatici come le zanzare, tipule, chironomidi, Anisopodidae, ragni e falene catturati in volo sopra specchi d'acqua ed occasionalmente al suolo o sulla vegetazione. Durante le pause rimane appeso ai rami degli alberi.

### Riproduzione
Danno alla luce un piccolo alla volta a giugno o nei primi di luglio e vengono svezzati dopo 6 settimane. Gli accoppiamenti avvengono dall'autunno all'estate. Le femmine raggiungono la maturità sessuale dopo un anno di vita. L'aspettativa di vita in cattività è fino a 23 anni, mentre quella media in natura non supera i 5.

## Distribuzione e habitat
Questa specie è diffusa dall'Europa occidentale e il Marocco fino agli Urali e al Caucaso. Il suo areale tuttavia potrebbe risultare più limitato poiché molte osservazioni assegnate a questa specie potrebbero riferirsi al vespertilio di Alcatoe, recentemente descritto e morfologicamente molto simile. Questo potrebbe essere anche il caso dell'Italia dove la presenza certa è stata confermata soltanto nelle regioni settentrionali.
Vive nelle foreste, parchi cittadini, giardini, boscaglie, praterie, steppe, zone semi-desertiche e terreni boscosi in prossimità di fonti d'acqua fino a 1.920 metri di altitudine.

## Tassonomia
Sono state riconosciute 3 sottospecie:
- M.m.mystacinus: Marocco centrale, Francia, Belgio, Paesi Bassi, Lussemburgo, Gran Bretagna centrale e meridionale, Irlanda, Germania, Svizzera, Austria, Italia settentrionale, Ungheria, Repubblica Ceca, Slovacchia, Polonia, Slovenia, Croazia, Serbia, Montenegro, Macedonia, Grecia settentrionale, Bulgaria, Romania, Ucraina e Bielorussia occidentali, Lettonia; Norvegia, Svezia, Finlandia ed Estonia meridionali, isola di Gotland, Russia nord-occidentale, turchia settentrionale, Corsica e isola di Creta;
- M.m.caucasicus (Tsytsulina, 2000): Russia sud-occidentale, Georgia, Armenia, Azerbaigian;
- M.m.occidentalis (Benda, 2000): Spagna centrale e nord-orientale, Portogallo settentrionale.

## Conservazione
La IUCN Red List, considerata la popolazione numerosa e il vasto areale, classifica M.mystacinus come specie a rischio minimo (Least Concern)).